# Tucker Point
Der Tucker Point ist eine vereiste Landspitze an der Bakutis-Küste des westantarktischen Marie-Byrd-Lands. Sie liegt 19 km südwestlich des Kap Herlacher auf der Westseite des Murray Foreland, des nordwestlichen Seitenarms der Martin-Halbinsel.
Der United States Geological Survey kartierte die Landspitze anhand eigener Vermessungen und Luftaufnahmen der United States Navy aus den Jahren von 1959 bis 1967. Das Advisory Committee on Antarctic Names benannte sie 1977 nach dem Meteorologen Robert L. Tucker, der bis 1976 an neun Kampagnen der Operation Deep Freeze beteiligt war.